# 충청남도공주교육지원청
충청남도공주교육지원청(忠淸南道公州敎育支援廳, Gongju Office of Education)은 충청남도 공주시를 관할하는 충청남도교육청 산하의 교육지원청이다.
교육장은 장학관으로 보한다.

## 연혁
- 1949년 12월 31일 : 교육법 재정으로 군단위 교육자치제 확립
- 1957년 6월 6일 : 공주군교육청 신축(공주시 반죽동 소재)
- 1964년 1월 1일 : 교육자치제 부활로 공주교육청 발족
- 1981년 12월 23일 : 현 교육청사로 이전(공주시 금성동 소재)
- 1999년 3월 1일 : 탄천현대화시범학교 개교
- 2000년 5월 13일 : 공주교육청 홈페이지 개설
- 2001년 9월 1일 : 공주학생수영장 개장
- 2010년 9월 1일 : 충청남도공주교육지원청으로 변경

## 역대 교육장
| 공주군교육구           | 공주군교육구 | 공주군교육구                      | 공주군교육구 |
| 대수                   | 이름         | 임기                              | 비고         |
| ---------------------- | ------------ | --------------------------------- | ------------ |
| 초대                   | 곽상남       | 1952년 8월 8일 ~ 1953년 12월 15일 |              |
| 2대                    | 채수강       | 1953년 12월 16일 ~ 1961년 3월 7일 |              |
| 3대                    | 윤용섭       | 1961년 3월 18일 ~ 1962년 1월 31일 |              |
| 공주군교육청           |              |                                   |              |
| 4대                    | 김한수       | 1964년 3월 27일 ~ 1965년 3월 9일  |              |
| 5대                    | 최이진       | 1965년 3월 10일 ~ 1972년 8월 31일 |              |
| 6대                    | 김정철       | 1972년 9월 1일 ~ 1973년 2월 28일  |              |
| 7대                    | 신영준       | 1973년 3월 1일 ~ 1976년 8월 31일  |              |
| 8대                    | 전병호       | 1976년 9월 1일 ~ 1977년 8월 31일  |              |
| 9대                    | 김종한       | 1977년 9월 1일 ~ 1979년 2월 28일  |              |
| 10대                   | 염정훈       | 1979년 3월 1일 ~ 1980년 2월 29일  |              |
| 11대                   | 김재설       | 1980년 3월 1일 ~ 1983년 2월 28일  |              |
| 12대                   | 유병철       | 1983년 3월 1일 ~ 1985년 8월 31일  |              |
| 공주시교육청           |              |                                   |              |
| 13대                   | 이해종       | 1985년 9월 1일 ~ 1989년 2월 28일  |              |
| 14대                   | 김관회       | 1989년 3월 1일 ~ 1991년 2월 28일  |              |
| 충청남도공주교육청     |              |                                   |              |
| 15대                   | 유두열       | 1991년 3월 1일 ~ 1993년 8월 31일  |              |
| 16대                   | 김재승       | 1993년 9월 1일 ~ 1995년 2월 28일  |              |
| 17대                   | 유진형       | 1995년 3월 1일 ~ 1995년 8월 31일  |              |
| 18대                   | 이지영       | 1995년 9월 1일 ~ 1996년 8월 31일  |              |
| 19대                   | 박병돈       | 1996년 9월 1일 ~ 1998년 8월 31일  |              |
| 20대                   | 임성묵       | 1998년 9월 1일 ~ 2000년 2월 29일  |              |
| 21대                   | 이선자       | 2000년 3월 1일 ~ 2001년 8월 31일  |              |
| 22대                   | 한경희       | 2001년 9월 1일 ~ 2003년 8월 31일  |              |
| 23대                   | 이문하       | 2003년 9월 1일 ~ 2005년 8월 31일  |              |
| 24대                   | 김규환       | 2005년 9월 1일 ~ 2006년 8월 31일  |              |
| 25대                   | 김종성       | 2006년 9월 1일 ~ 2008년 2월 29일  |              |
| 26대                   | 김상학       | 2008년 3월 1일 ~ 2010년 2월 28일  |              |
| 충청남도공주교육지원청 |              |                                   |              |
| 27대                   | 박승규       | 2010년 3월 1일 ~ 2011년 8월 31일  |              |
| 28대                   | 최창석       | 2011년 9월 1일 ~ 2013년 2월 28일  |              |
| 29대                   | 이용만       | 2013년 3월 1일 ~ 2014년 8월 31일  |              |
| 30대                   | 조병택       | 2014년 9월 1일 ~ 2016년 2월 29일  |              |
| 31대                   | 이연주       | 2016년 3월 1일 ~ 2017년 8월 31일  |              |
| 32대                   | 유영덕       | 2017년 9월 1일 ~ 2019년 8월 31일  |              |
| 33대                   | 백옥희       | 2019년 9월 1일 ~ 2021년 2월 28일  |              |
| 34대                   | 서해원       | 2021년 3월 1일 ~ 2022년 8월 31일  |              |
| 35대                   | 류동훈       | 2022년 9월 1일 ~ 현재             |              |

## 직속 기관
공주교육지원청공주도서관
공주교육지원청유구도서관
공주교육지원청공주학생수영장

## 관내 학교

### 유치원
- 공주대학교사범대학부설유치원
- 신관유치원

### 초등학교
| - 경천초등학교 - 계룡초등학교 - 공주교동초등학교 - 공주교육대학교 부설초등학교 - 공주금학초등학교 - 공주봉황초등학교 - 공주신월초등학교 - 공주중동초등학교 | - 구산초등학교 - 귀산초등학교 - 덕암초등학교 - 마곡초등학교 - 반포초등학교 - 상서초등학교 - 석송초등학교 - 수촌초등학교 | - 신관초등학교 - 신풍초등학교 - 우성초등학교 - 유구초등학교 - 의당초등학교 - 이인초등학교 - 주봉초등학교 - 정안초등학교 | - 탄천초등학교 - 태봉초등학교 - 학봉초등학교 - 호계초등학교 - 효포초등학교 |

### 중학교
| - 경천중학교 - 공주대학교 사범대학 부설중학교 - 공주북중학교 - 공주여자중학교 | - 공주영명중학교 - 공주중학교 - 반포중학교 - 봉황중학교 | - 사곡중학교 - 우성중학교 - 유구중학교 | - 이인중학교 - 정안중학교 - 탄천중학교 |